# Desorptie
Desorptie is een verschijnsel waarbij een stof vrijkomt uit of via een oppervlak. Dit proces is het tegengestelde van sorptieprocessen (adsorptie en absorptie). Dit gebeurt als een systeem zich bevindt in de stand van het sorptie-evenwicht tussen de vrije fase (vloeiende, dat wil zeggen gas of vloeistof) en het ad- of absorberend oppervlak (vaste stof of het grensvlak tussen twee vloeistoffen). Wanneer de concentratie of druk van een stof in de vrije fase wordt verlaagd, zal een deel van de gead-/geabsorbeerde stof vrijkomen.

## Chromatografie
In de chromatografie is desorptie de mogelijkheid van een chemisch component om zich te verplaatsen in de mobiele fase. Hoe slechter deze te ad-/absorberen hoe waarschijnlijker/sneller zich deze voortbeweegt door de mobiele fase in plaats van dat deze wordt vastgehouden door de statische fase (kolom).

## Reiniging
In chemische scheidingsprocessen wordt desorptie gebruikt als reiniging voor een ad- of absorptiemiddel.
Met vocht verzadigde silicagel kan worden gedroogd door deze te drogen in een droogstoof. Het opgenomen water zal dan verdampen en de silicagel herbruikbaar maken voor bijvoorbeeld een desiccator. Actieve kool kan weer gereinigd worden met stoom, door deze desorptie wordt de actieve kool weer herbruikbaar.

## Thermische desorptie
Thermische desorptie wordt veroorzaakt door een verhoging van de temperatuur van het oppervlak waarop  adsorbaten zijn geadsorbeerd. Het oppervlak met de daarop geadsorbeerde gassen wordt verhit en daardoor desorberen de stoffen of gassen. Adsorptie op oppervlakken is vaak een niet geactiveerd proces (zeker bij moleculaire adsorptie), daarom is de activeringsenergie voor desorptie dan gelijk aan de adsorptiewarmte. Door de adsorbaten te laten desorberen is de activeringsenergie te bepalen. Ook is het mogelijk de plakkans van een adsorbaat te bepalen. De methode die daarvoor wordt gebruikt heet Thermische Desorptie Spectroscopie (TDS) of ook wel Thermisch geProgrammeerde Desorptie (TPD). In feite is spectroscopie een onjuiste benaming omdat er geen sprake is van verschillende golflengtes. Het gaat namelijk alleen om een temperatuurafhankelijke binding van een molecuul op een oppervlakte, die wordt verbroken als de temperatuur hoger wordt, ten gevolge van de brownse beweging. 